# Robin Ventura
Robin Mark Ventura (nascido em 14 de julho de 1967) é um ex-jogador profissional de beisebol que atuou como terceira base e treinador. Ventura jogou 16 temporadas na Major League Baseball (MLB) pelo Chicago White Sox, New York Mets, New York Yankees e Los Angeles Dodgers. Também foi treinador do White Sox por cinco temporadas. O White Sox selecionou Ventura com a décima escolha geral no draft de 1988 da MLB da Oklahoma State University (OSU). Venceu seis Rawlings Gold Glove Awards, duas vezes convocado para o All-Star Game e indicado ao National College Baseball Hall of Fame.
Quando jogava beisebol universitário pelos Oklahoma State Cowboys na OSU, Ventura conseguiu um sequência recorde de 58 jogos com rebatida válida. Em 1988, venceu os prêmios Dick Howser Trophy e Golden Spikes Award e jogou na equipe de beisebol vencedora da medalha de ouro nos Jogos Olímpicos de Verão de 1988. Em sua carreira da MLB, rebateu 18 grand slams, ficando em quinto lugar em todos os tempos. No Jogo 5 da  National League Championship Series de 1999, Ventura rebateu o famoso "Grand Slam Single" que venceu o jogo mas que não foi tecnicamente um home run pois Ventura não conseguiu completar o circuito entre as bases. Posteriormente em sua carreira, problemas com cartilagem e artrite em seu tornozelo dificultaram sua atuação em campo. Após a temporada de 2011, o White Sox o contratou como técnico, tornando-o o 17º ex-jogador do White Sox a se tornar técnico do clube.